# Gambia en los Juegos Olímpicos de Tokio 2020
Gambia estuvo representada en los Juegos Olímpicos de Tokio 2020 por cuatro deportistas, tres hombres y una mujer, que compitieron en tres deportes.
Los portadores de la bandera en la ceremonia de apertura fueron los atletas Ebrima Camara y Gina Bass. El equipo olímpico gambiano no obtuvo ninguna medalla en estos Juegos.